# Verklaring van de rechten van de mens en van de burger (1795)

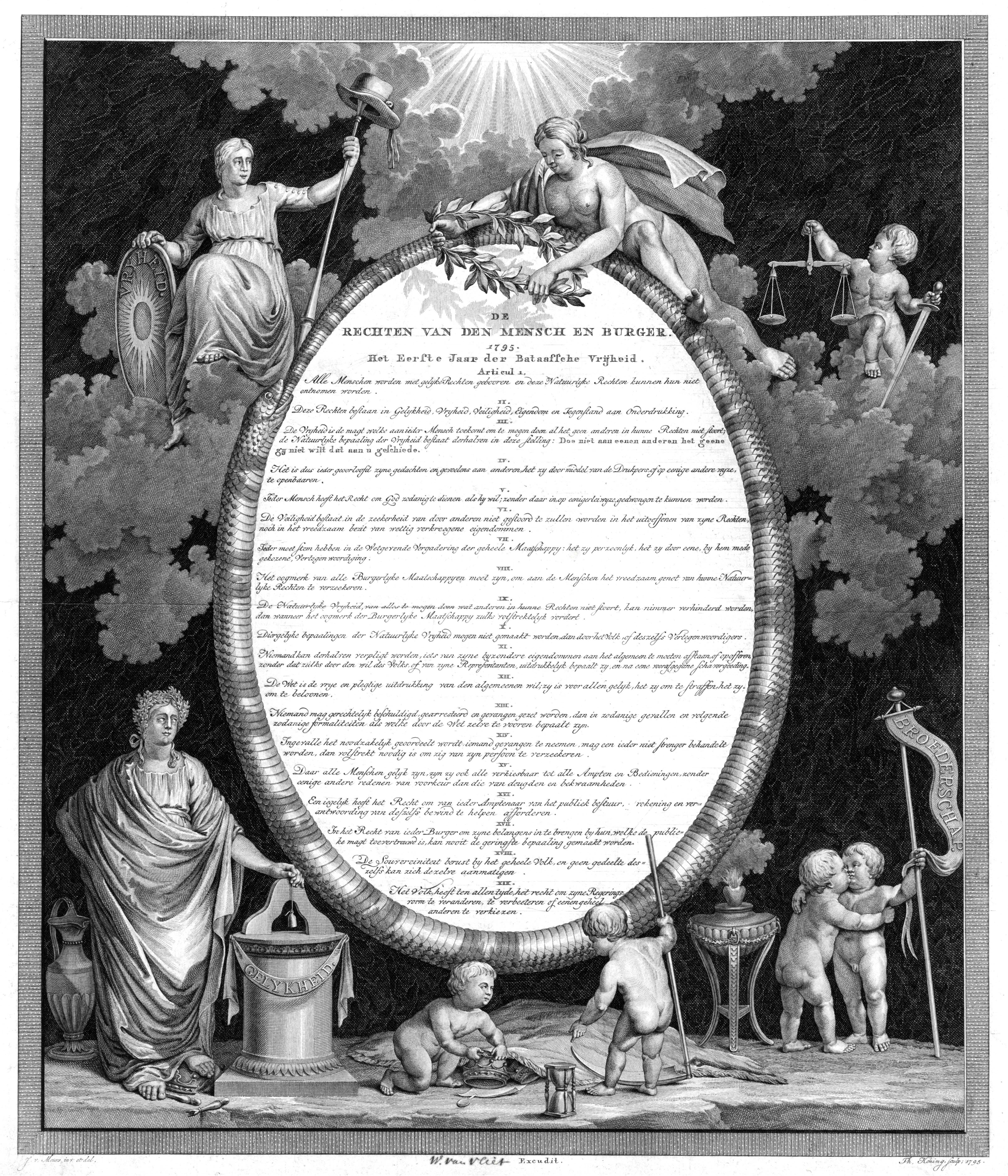
Artistieke weergave van de Rechten van de Mens en de Burger, afgekondigd 31 januari 1795 in Den Haag

De Verklaring van de rechten van de mens en van de burger (“Verklaring der Rechten van den Mensch en van den Burger”), uitgevaardigd op 31 januari 1795 in Den Haag door de Provisionele Representanten van het Volk van Holland, is de eerste fundamentele Nederlandse tekst over de grondrechten van mensen in het kader van staatsinrichting en vrijheden, die werd vastgesteld na een breed en open debat dat gedurende meerdere decennia had plaatsgevonden in met name patriottische kringen.

## Voorgeschiedenis
De Hollandse verklaring van de rechten van de mens en van de burger is niet op spontane wijze tot stand gekomen in 1795; zo was er al in 1785 het “Leids Ontwerp” en in 1786 het “Deventerse model” voor een dergelijke verklaring tot stand gekomen. Ook in Amsterdam werd in die tijd onder patriotten gediscussieerd over wat er in een dergelijke verklaring zou moeten staan. Na het militair ingrijpen door de koning Frederik Willem II van Pruisen in de Nederlandse republiek in 1787 moesten duizenden patriotten het land ontvluchten en velen van hen kwamen terecht in Parijs, waar zij hun denkbeelden met Franse republikeinen bespraken. Deze eerste Nederlandse rechtenverklaring van 1795 was “slechts” verwant aan de Franse rechtenverklaringen van 1789 en 1793, het was geen kopie ervan. De Nederlanders waren vooral ook geïnspireerd door eerder gepubliceerde verhandelingen over mensen- en burgerrechten die waren geschreven door onder andere Joan Derk van der Capellen tot den Pol, Rutger Jan Schimmelpenninck en Pieter Paulus. Zij hadden daarnaast hun visies over mensenrechten veelvuldig tijdens politieke bijeenkomsten besproken. Deze patriotten hadden zich niet alleen laten inspireren door filosofen als John Locke, die sprak over natuurrechten die hij had samengevat in “Life, Liberty and Property”, Charles de Montesquieu die zijn baanbrekende “Over de geest van de wetten” (De l'Esprit des Lois) publiceerde en Jean-Jacques Rousseau, die sprak over een sociaal contract (Du Contract Social). Ook werken van Nederlandse wijsgeren als Hugo de Groot en Pieter de la Court waren belangrijke inspiratiebronnen. Daarnaast heeft ook de totstandkoming van de Amerikaanse “Bill of Rights” uit 1787 de Nederlanders geïnspireerd. De Hollandse patriotten stonden weliswaar open voor eigentijdse denkbeelden in andere landen en historische voorbeelden: zij benutten die als bronnen bij de ontwikkeling van hun eigen ideeën. Hun eigen rechtenverklaring zou volgens hen moeten passen bij het Hollandse volk. Het klakkeloos overnemen van teksten kon niet aan de orde zijn, meenden zij.

## Commissie mensenrechtenverklaring
In de toespraak waarmee voorzitter Pieter Paulus op 26 januari 1795 de eerste vergadering van de Provisionele Representanten van het Volk van Holland had geopend, had hij reeds gezinspeeld op de “openlijke erkenning van de soevereiniteit van het volk, en van de onvervreemdbare rechten van den mens, zonder onderscheid van zijn staatkundige of godsdienstige begrippen”. De erkenning van de volkssoevereiniteit werd nog gedurende die zitting in een decreet vastgelegd. Daarnaast werd uit de leden van de vergadering een vierkoppige commissie benoemd die zich zou moeten bezighouden met de samenstelling van een rechtenverklaring. Deze commissie stond eveneens onder leiding van Pieter Paulus, die werd bijgestaan door de Leidse patriotten Jacob Hahn en Frédéric van Leyden en de Amsterdammer Daniël van Laer. Al op 31 januari 1795 presenteerde de commissie in Den Haag een voorstel voor een “Verklaring van de rechten van de mensch en van de burger”. Dit document werd dezelfde dag door de Provisionele Representanten van het Volk van Holland overgenomen en vervolgens in heel het gewest Holland afgekondigd.

## Strekking van de verklaring
De Hollandse verklaring somde, vanuit het idee van het recht op zelfbeschikking van volk en individu, een lange reeks rechten op. Het stelde dat mensen vrij en gelijk in rechten zijn geboren. Dat ze recht hadden op veiligheid. Algemeen kiesrecht werd ingevoerd. Het verbood gevangenschap zonder proces en verbood vervolging op grond van wetten die niet vóór een daad waren vastgesteld. En mensen mochten in geval van gevangenneming niet strenger worden behandeld dan absoluut noodzakelijk. Het bracht rechten zoals die op eigendom, op godsdienstuitoefening of juist het daarvan afzien en controle op handelingen van bestuurders en op bestedingen van belastingen. Ze stelde dat burgers vrijelijk mochten spreken, schrijven en hun ideeën in druk mochten laten verschijnen. Het volk had het recht om zich tegen onderdrukking te verdedigen. Zelfs de vrije keuze tot het veranderen van staatsvorm werd als recht van het volk vastgelegd.

## Invloed op Nederland
Was de Hollandse Verklaring van de Rechten van de Mens en de Burger uit 1795 sterk seculier van aard: de ontwerp-grondwet uit 1797, die gezamenlijk door de vertegenwoordigers van alle gewesten van de Bataafse Republiek zou worden opgesteld, bevatte toch weer een erkenning van het bestaan van een Opperwezen en de nuttige aard daarvan voor deugden en de goede zeden. Er stond zelfs een zinsnede in die stelde dat mensen zonder huiselijke deugden geen goede burgers zouden kunnen zijn. De rechtenverklaring uit 1795 zou met de val van de Bataafse Republiek en haar opvolger het Bataafs Gemenebest aan invloed inboeten, maar bleef voor veel mensen een bron van inspiratie.

## Tijdens het Koninkrijk der Nederlanden

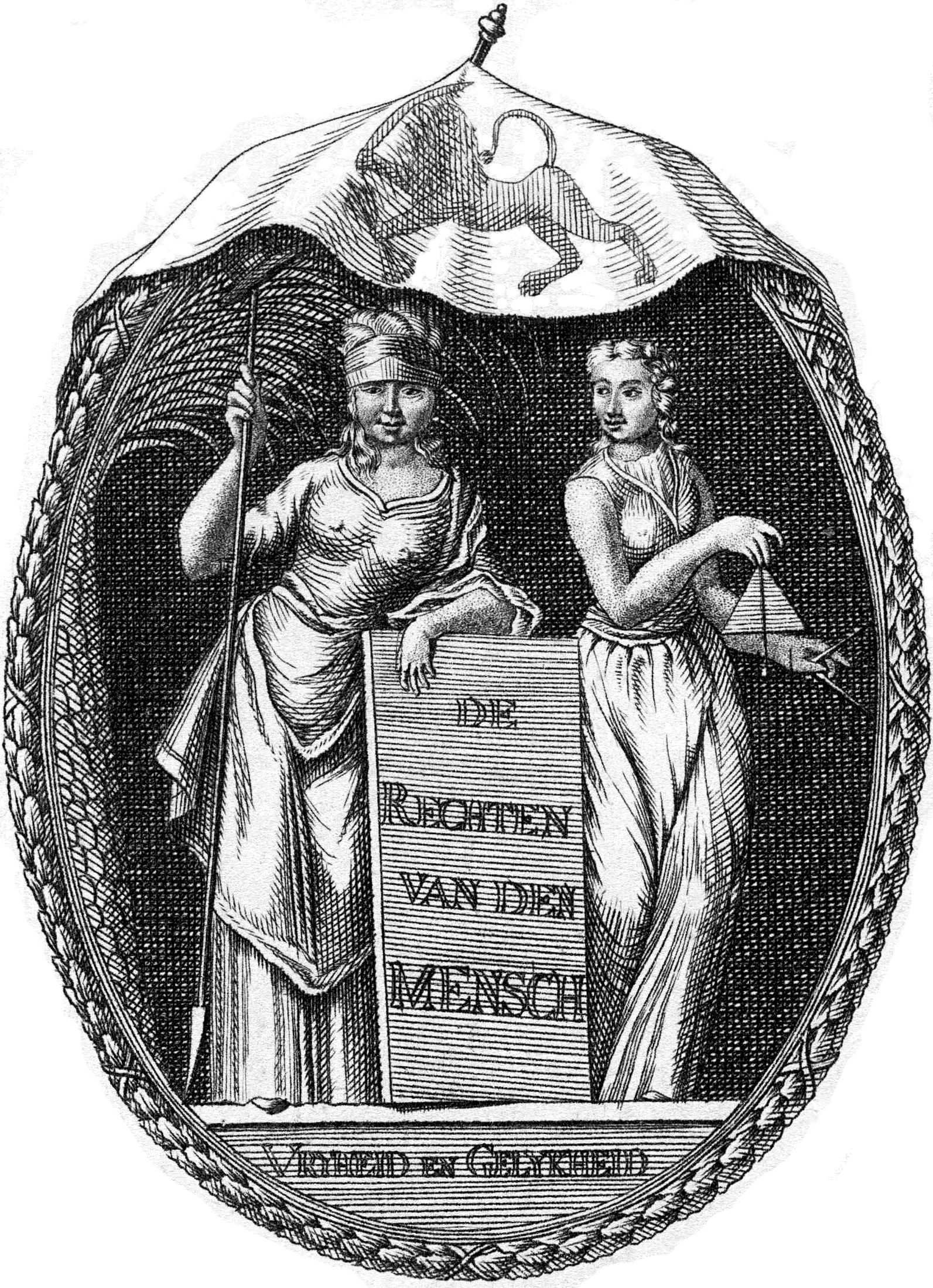
Het schild met embleem van Gelijkheid, verbeeld door Vrijheid en Gelijkheid staande aan weerszijden van 'De Rechten van de Mensch'. Hing aan de Vrijheidsboom opgericht op de Dam te Amsterdam, 4 maart 1795.

De invoering van de eerste Grondwet voor het Koninkrijk der Nederlanden in 1814 betekende een achteruitgang voor wat betreft de mensen- en burgerrechten in Nederland. Weliswaar werden er vrijheden vastgelegd, zoals de vrijheid van godsdienst: een aantal van de eerder verworven rechten keerden er niet in terug. Het kiesrecht werd beperkt. Het centralistische staatsmodel van de patriotten bleef behouden maar nu onder een nieuwe monarchie, waarin de vorst veel en de Staten-Generaal weinig te zeggen hadden. Leden van de Staten-Generaal werden “indirect” per provincie door Provinciale Staten gekozen. Van 1813 tot 1850 kozen de adellijke leden van de ridderschappen een derde van de leden van Provinciale Staten. Ten opzichte van de vorst hadden de Staten-Generaal weinig macht. Deze Hollandse invulling van de Staat leidde in 1830 tot de afscheuring van de Zuidelijke Nederlanden. De Belgische Grondwet van 1831 voorzag opnieuw meer vrijheden, maar behield het censuskiesrecht en de gecentraliseerde staatsmacht in Brussel.

## Nieuwe opkomst van mensenrechten
De liberale staatsman Johan Rudolph Thorbecke, die de volgende grote democratische staatshervormingen in Nederland zou doorvoeren, zou in diverse artikelen die hij schreef met respect verwijzen naar de Verklaring van de rechten van de mens en van de burger. Het zou echter 153 jaar duren voordat Nederland zich definitief aan dergelijke mensenrechten zou verbinden. Toen in 1948 de Universele Verklaring van de Rechten van de Mens werd aangenomen was de Tweede Wereldoorlog de grote motivator, maar de achttiende-eeuwse rechtenverklaringen waren voor de opstellers grote voorbeelden.

## Historisch perspectief
De achttiende-eeuwse verklaringen van mensenrechten waren niet de eerste belangrijke documenten van dergelijke aard: Het eerste soortgelijke verdrag was het Engelse Magna Carta (Groot Handvest), dat dateert uit 1215. Het oudste voorbeeld in de Nederlanden was het Charter van 1356, dat de verhouding tussen de hertog van Brabant en zijn onderdanen regelde. Op 26 juli 1581 werd het Plakkaat van Verlatinghe getekend in Den Haag. Het stelt dat “een vorst is door God aangesteld om heerser over zijn volk te zijn, het tegen onderdrukking en geweld te verdedigen als een herder zijn schapen ... en wanneer hij zich niet zo gedraagt maar hen onderdrukt dan is hij niet langer een vorst maar een tiran en dan mogen zij wettig overgaan tot de keuze van een andere vorst.” Van recenter datum was de Engelse Bill of Rights van 1689, die in dat land de vrijheden van het volk en het parlement vaststelde. De achttiende-eeuwse rechtenverklaringen gingen echter veel verder en waren opgesteld na een uitgebreide, openlijke discussie waaraan door mensen uit vele bevolkingsgroepen deel werd genomen. Dit in tegenstelling tot de oudere verklaringen, die waren opgesteld in besloten onderhandelingen tussen de landsheer enerzijds en de kerk, adel en hoge burgerij anderzijds.
De Verklaring van de rechten van de mens en van de burger uit 1795 betekende een ongekende sprong vooruit voor de mensenrechten en burgerrechten in Nederland. In de praktijk golden er beperkingen. Bij de uitwerking van wetgeving bleek bijvoorbeeld dat er in de voormalige Nederlanden in delen van het land verschillende denkbeelden heersten wanneer het ging om religieuze zaken. Waar de patriotten in Holland vooral voor een strikte scheiding van kerk en staat waren, hadden patriotten in andere delen van het land te maken met grote druk om de Protestantse kerk een beschermde positie te verlenen. Het 'gelijk in rechten zijn geboren' en het 'algemeen' kiesrecht golden voor mannen. Vrouwen bleven op die gebieden dus achtergesteld.